# Mategnin
Mategnin est un hameau de la commune genevoise de Meyrin (Suisse). Le hameau se trouve à la frontière entre la France et la Suisse, près de Ferney-Voltaire.

## Étymologie
En 1269, le hameau se nommait Matigniaco ou Matignins.
Ce nom d'origine burgonde pourrait dériver d'un primitif Matteningos (chez les Matteningi) dérivé du nom propre germanique Matto, la forme Matigniaco étant une latinisation abusive.